# Deficyty bliźniacze
Deficyty bliźniacze (ang. twin deficits) – rodzaj zależności, która występuje w gospodarce pomiędzy deficytem budżetowym a deficytem obrotów bieżących. W praktyce zależność ta oznacza, że utrzymywanie wysokiego deficytu budżetowego może prowadzić do deficytu obrotów bieżących. W powszechnym użyciu występują trzy interpretacje oraz cztery hipotezy, za pomocą których tłumaczy się powyższe zjawisko.

## Interpretacje
Pierwsza interpretacja zakłada płynność kursu walutowego oraz swobodny przepływ kapitału – sytuacja gospodarki otwartej. Utrzymywanie przez państwo wysokiego deficytu budżetowego skutkuje wzrostem stopy procentowej. Zwiększona stopa procentowa powoduje napływ zagranicznych inwestycji, w wyniku których waluta zagraniczna zostaje wymieniona na walutę krajową. Prowadzi to do aprecjacji rodzimej waluty. Ceny artykułów importowanych spadają, a ceny dóbr eksportowanych rosną. W takiej sytuacji rośnie deficyt na rachunku obrotów bieżących.
Druga interpretacja związana jest z finansowaniem deficytu budżetowego z oszczędności. Wzrost deficytu budżetowego oznacza obniżenie się oszczędności i powiększenie różnicy między inwestycjami a oszczędnościami. Jedyną alternatywą jest zatem zaciąganie przez budżet państwa pożyczek zagranicznych. To implikuje wzrost deficytu obrotów bieżących.
Trzecia interpretacja dotyczy sposobu wydatkowania pieniędzy pochodzących z emisji obligacji przez budżet państwa. W większości powodują one wzrost popytu konsumpcyjnego, co oddziałuje na gospodarkę. Większe wydatki konsumpcyjne zwiększają import i ograniczają eksport, gdyż w pierwszej kolejności zostaje zaspokojony popyt wewnętrzny. Oznacza to pogłębienie deficytu obrotów bieżących.

## Ewolucja poglądów na temat deficytów bliźniaczych
Pomysł, że deficyt na rachunku bieżącym może być w jakiś sposób związany z sytuacją fiskalną i że jednoczesny deficyt wewnętrzny i zewnętrzny mogą być ryzykowne dla gospodarki, jest kojarzony z Międzynarodowym Funduszem Walutowym i nazwiskiem J. J. Polaka, jednego z prekursorów monetarnego podejścia do bilansu płatniczego. J. J. Polak rozróżnia dwa monetarne podejścia do bilansu płatniczego: krótkoterminowe keynesowskie i długoterminowe opracowane przez H. Johnsona. Według J. J. Polaka wzrost kredytu krajowego może mieć trwały negatywny wpływ na rachunek bieżący, podczas gdy wzrost eksportu i produkcji ma przejściowe pozytywne skutki (Polak 1997). W związku z tym kontrola zadłużenia wewnętrznego ma kluczowe znaczenie dla zagwarantowania równowagi zewnętrznej, ponieważ dług krajowy składa się z kredytu dla rządu i kredytu dla sektora prywatnego, a polityka gospodarcza powinna unikać wypierania sektora prywatnego, konieczne jest zapobieganie deficytom budżetowym w celu osiągnięcia stabilności zewnętrznej i wzrostu gospodarczego.

## Hipotezy występowania deficytów bliźniaczych
Zależność pomiędzy deficytem budżetowym a deficytem na rachunku bieżącym, może przybierać różne kierunki wzajemnego oddziaływania, co stanowi podstawę do postawienia przynajmniej czterech hipotez.
Pierwsza z nich to hipoteza deficytów bliźniaczych (ang. twin deficits hypothesis – TDH), gdzie deficyt budżetowy prowadzi do pojawienia się deficytu bilansu obrotów bieżących. W ramach wyjaśnienia hipotezy TDH należy wyróżnić podejście absorpcyjne i ilościowe. Zgodnie z podejściem absorpcyjnym w ramach keynesowskiej teorii absorpcji, należy opowiedzieć się za większymi wydatkami rządowymi. Gdy gospodarka znajduje się w stanie pełnego zatrudnienia, w miarę wzrostu deficytu budżetowego rząd dąży do zmniejszenia obciążeń podatkowych. To z kolei pociąga za sobą wzrost dochodu do dyspozycji i wzrost popytu na towary importowane.
Druga hipoteza tzw. hipoteza równoważności ricardiańskiej (ang. Ricardian equivalence hypothesis – REH), w ramach której deficyt budżetowy nie wpływa na saldo bilansu obrotów bieżących, co należy tłumaczyć tym, że rządy mogą pozyskiwać pieniądze poprzez podatki lub emitując obligacje. Oznacza to w praktyce wybór „opodatkować teraz lub później”. Tym samym rządowe strategie finansowe nie mają wpływu na zachowania konsumpcyjne, obniżka podatków jest postrzegana jako podwyżka podatków w przyszłości, wzrost deficytu budżetowego nie powoduje zmiany stopy procentowej i rzeczywistego kursu walutowego, w związku z tym jest mało prawdopodobne, aby deficyt budżetowy spowodował deficyt na rachunku obrotów bieżących w przypadku występowania równoważności ricardiańskiej.
Trzecia hipoteza to tzw. odwrotna (przewrotna) hipoteza deficytów bliźniaczych (ang. perverse hypothesis of twin deficits – PHTD), zgodnie z którą, to deficyt na rachunku obrotów bieżących przyczynia się do deficytu budżetu państwa. Wzrost deficytu na rachunku obrotów bieżących, powodując wolniejsze tempo rozwoju gospodarczego, jednocześnie wywołuje deficyt budżetowy.
Ostatnia, czwarta hipoteza to tzw. hipoteza Feldsteina–Horioka (ang. Feldstein-Harioka hypothesis of twin deficits – HFH), w ramach której deficyty budżetu i bilansu obrotów bieżących oddziałują na siebie. M. Feldstein i C. Horioka wykazali, że długookresowe średnie krajowych inwestycji i oszczędności, wyrażonych jako udziały w PKB, są dodatnio i wysoko skorelowane w regresji przekrojowej dla 16 państw OECD w okresie 1960–1974. Hipoteza HFH, w odniesieniu do podwójnych deficytów, polega na tym, że często zdarza się, że krajowe oszczędności i inwestycje są nieskorelowane (tak jak rozrzucone puzzle, stąd w literaturze występuje określenie „Puzzle Feldstein-Horioka”) w warunkach doskonałej mobilności kapitału na światowych rynkach. W przypadku braku równoważności ricardiańskiej, gdy deficyt budżetowy rośnie, oszczędności krajowe i inwestycje spadałyby, powodując ucieczkę kapitału. Waluta obca wpływałaby do kraju jako swego rodzaju międzynarodowa pomoc finansowa w celu zmniejszenia deficytu fiskalnego. Rzeczywisty kurs waluty podległaby aprecjacji, co powoduje spadek eksportu i wzrost importu. Ostatecznie deficyt na rachunku bieżącym zwiększa się.

## Teoretyczne uzasadnienie hipotez TDH i REH
Równaniem, za pomocą którego możemy przedstawić związek między deficytem budżetowym i deficytem bilansu obrotów bieżących jest równanie dochodu narodowego, wyrażone wzorem:
{\displaystyle Y=C+I+G+(X-M)} (1)
gdzie:
{\displaystyle Y} – dochód narodowy,
{\displaystyle C} – prywatna konsumpcja,
{\displaystyle I} – prywatne inwestycje,
{\displaystyle G} – wydatki państwa na zakup towarów i usług,
{\displaystyle X} – eksport towarów i usług,
{\displaystyle M} – import towarów i usług.
Zgodnie z równaniem zależność tożsamości dochodu (produkcji) dochód narodowy to suma prywatnej konsumpcji, oszczędności i podatków:
{\displaystyle Y=C+S+T} (2)
gdzie:
{\displaystyle S} – oszczędności,
{\displaystyle T} – podatki.
Po przekształceniu równania (1) i (2) otrzymujemy:
{\displaystyle (I-S)+(G-T)=(M-X)} (3)
co oznacza, że otrzymuje równania dla hipotezy równoważności ricardiańskiej (REH) (4) i hipotezy deficytów bliźniaczych (TDH) (5):
| Hipoteza równoważności ricardiańskiej (REH)                                               | Hipoteza deficytów bliźniaczych (TDH)                                                 |
| ----------------------------------------------------------------------------------------- | ------------------------------------------------------------------------------------- |
| {\displaystyle \vartriangle (I-S)=0} (4)                                                  | {\displaystyle \vartriangle (G-T)=\vartriangle (M-X)} (5)                             |
| Deficyt budżetowy nie wpływa na deficyt w rachunku obrotów bieżących bilansu płatniczego. | Deficyt budżetowy wpływa na deficyt w rachunku obrotów bieżących bilansu płatniczego. |

## Występowanie deficytów bliźniaczych w Polsce
W Polsce od początku transformacji ustrojowej występuje zjawisko deficytów bliźniaczych, co potwierdzają dane dotyczące badanych deficytów (po 1989 r. żaden rząd nie uzyskał nadwyżki budżetowej, natomiast dodatnie saldo rachunku bieżącego bilansu płatniczego zanotowano jedynie w roku 2017 oraz w latach 2020–2022). Prowadzone również są liczne badania naukowe dotyczące przyczyn ich występowania:
Analiza P. Misztala, w oparciu o model Lau i Baharumshah, w oparciu o dane z bazy statystycznej Międzynarodowego Funduszu Walutowego International Financial Statistics, wykazała występowanie dwukierunkowego związku przyczynowo-skutkowego między deficytem budżetowym i deficytem na rachunku obrotów bieżących w Polsce w okresie 1999–2009, tym samym potwierdzono występowanie w Polsce zależności zgodnej z HFH, wskazującą na dwukierunkowe, wzajemne oddziaływania deficytu budżetowego i deficytu bilansu obrotów bieżących oraz jednocześnie stwierdzono silniejsze oddziaływanie deficytu bilansu obrotów bieżących na rozmiary deficytu budżetu państwa w porównaniu z wpływem deficytu budżetowego na rozmiary deficytu rachunku obrotów bieżących (Misztal 2011).
Wyniki testowania hipotezy deficytów bliźniaczych w Polsce przez A. Moździerz, w oparciu o dane pochodzące z baz międzynarodowych i krajowych, w ujęciu syntetycznym (za okres od 1 kwartału 2002 r. do 4 kwartału 2016 r.) w oparciu o model VAR, wykazały wpływ dodatni istotny statystycznie pomiędzy deficytem na rachunku bieżącym a deficytem budżetowy, natomiast pomiędzy deficytem budżetowym a deficytem na rachunku bieżącym wpływ dodatni lub ujemny, w zależności od stopnia opóźnienia zmiennej w postaci deficytu budżetowego, natomiast test Grangera wykazał brak przyczynowości zarówno pomiędzy deficytem w rachunku bieżącym a deficytem budżetowym, jak i pomiędzy deficytem budżetowym a deficytem na rachunku bieżącym (Moździerz 2018: s. 243).
W ramach badania salda budżetu państwa i salda rachunku bieżącego w ramach bilansu płatniczego Polski w latach 2009–2018 przeprowadzonego przez I. Zawiślińska i P. Cirin stwierdzono występowanie silnej korelacji pomiędzy skumulowanymi wartościami badanych deficytów, co potwierdza występowanie w Polsce w badanym okresie hipotezy deficytów bliźniaczych i oznacza, że deficyt budżetowy wpływa na saldo rachunku bieżącego bilansu płatniczego (stwierdzono, że zmiana skumulowanego salda budżetu o 1% prowadzi do zmiany skumulowanego salda rachunku bieżącego bilansu płatniczego o 0,89%). Ograniczając deficyt budżetowy w Polsce można poprawić bilans płatniczy.